# 李师中
李师中（?—?），字诚之，楚丘（今河南滑县东）人。
十五歲上书议论时政。进士出身。累官中允，歷官提点广西刑狱。熙宁初年，拜天章阁待制、知秦州。後为吕惠卿所排擠，贬和州团练使，迁至右司郎中。元丰元年，卒。

## 延伸阅读
[在维基数据编辑]
 《宋史·卷332》，出自脱脱《宋史》